# Rhaphidophora longicauda
Rhaphidophora longicauda är en insektsart som beskrevs av Kjell Ernst Viktor Ander 1932. Rhaphidophora longicauda ingår i släktet Rhaphidophora och familjen grottvårtbitare. Inga underarter finns listade i Catalogue of Life.